# Bologna Football Club 1909 2004-2005
Questa voce raccoglie le informazioni riguardanti il Bologna Football Club 1909 nelle competizioni ufficiali della stagione 2004-2005.

## Stagione
Il Bologna nella Serie A 2004-2005 comincia senza pareggiare le prime otto partite, vincendone tre e perdendone cinque tra cui si ricorda una vittoria per 3-1 contro una Roma in pieno sbando con doppietta di Meghni. Poi realizza tre pareggi consecutivi tra cui spicca il 2-2 esterno contro l'Inter con il gol del pareggio bolognese siglato allo scadere. Fino alla 15ª giornata, la squadra non vince più e totalizza dalla 9ª giornata solo 3 punti e un deludente diciassettesimo posto con la zona retrocessione distante di solo un punto. Ma poi, fino alla fine del girone d'andata, la squadra risale conquistando 8 punti, battendo la Reggina per 2-0 e il Chievo per 3-1 e pareggiando a Brescia (1-1) e a Genova contro la Sampdoria (0-0). Il girone d'andata si chiude al quindicesimo posto con 21 punti di cui due sopra la zona critica.
Parte alla grande invece il girone di ritorno con 15 punti in 7 gare di cui 3 vittorie consecutive contro Cagliari, il Milan (violato San Siro per 1-0 dopo decenni) e nel derby contro il Parma, seguita poi da due pareggi, una sconfitta a Bergamo contro il fanalino di coda Atalanta, un pareggio e una vittoria a Udine con gol di Tare che sarà la loro ultima vittoria della stagione. In effetti nelle ultime 11 giornate, la squadra otterrà solo sei punti, nonostante toccherà il settimo posto alla 29ª giornata ma visto che molte squadre sono appaiate tra di loro in pochi punti, il Bologna scenderà di posizione velocemente e si classificherà al diciottesimo posto con 42 punti, retrocedendo in Serie B dopo lo spareggio col Parma.
In Coppa Italia giunse agli ottavi di finale, dove fu eliminato dall'Inter.

## Divise e sponsor
La prima maglia venne rinnovata, attraverso la modifica della larghezza delle bande, mentre la colorazione risultava identica alla stagione precedente. La seconda maglia fu cambiata completamente: fu implementata un banda color blu scuro, verticale e di ampia larghezza al centro del busto.
| Casa | Trasferta | Terza divisa | 1ª portiere | 2ª portiere |

## Rosa
Rosa tratta dal sito ufficiale.
| N. |                    | Ruolo | Calciatore                   |
| -- | ------------------ | ----- | ---------------------------- |
| 1  | Italia (bandiera)  | P     | Gianluca Pagliuca (capitano) |
| 2  | Italia (bandiera)  | D     | Daniele Daino                |
| 3  | Italia (bandiera)  | D     | Alessandro Gamberini         |
| 4  | Italia (bandiera)  | C     | Christian Amoroso            |
| 5  | Italia (bandiera)  | D     | Fabio Petruzzi               |
| 6  | Grecia (bandiera)  | C     | Theodōros Zagorakīs          |
| 7  | Italia (bandiera)  | C     | Carlo Nervo                  |
| 8  | Italia (bandiera)  | C     | Federico Giunti              |
| 9  | Albania (bandiera) | A     | Igli Tare                    |
| 10 | Italia (bandiera)  | C     | Tomas Locatelli              |
| 11 | Italia (bandiera)  | A     | Claudio Bellucci             |
| 12 | Italia (bandiera)  | P     | Andrea Pansera               |
| 13 | Italia (bandiera)  | C     | Massimo Loviso               |
| 14 | Italia (bandiera)  | C     | Jonatan Binotto              |
| 15 | Italia (bandiera)  | A     | Giacomo Cipriani             |
| 16 | Italia (bandiera)  | D     | Andrea Sussi                 |

| N. |                    | Ruolo | Calciatore          |
| -- | ------------------ | ----- | ------------------- |
| 17 | Brasile (bandiera) | D     | Juarez              |
| 18 | Francia (bandiera) | C     | Mourad Meghni       |
| 19 | Italia (bandiera)  | C     | Leonardo Colucci    |
| 20 | Italia (bandiera)  | D     | Stefano Torrisi     |
| 21 | Italia (bandiera)  | D     | Nicola Legrottaglie |
| 23 | Italia (bandiera)  | A     | Marco Ferrante      |
| 24 | Italia (bandiera)  | A     | Luigi Della Rocca   |
| 24 | Italia (bandiera)  | D     | Pasquale D'Aniello  |
| 25 | Italia (bandiera)  | C     | Gabriele Paonessa   |
| 30 | Romania (bandiera) | D     | Valentin Năstase    |
| 31 | Serbia (bandiera)  | C     | Vlado Šmit          |
| 32 | Italia (bandiera)  | D     | Ciro Capuano        |
| 33 | Italia (bandiera)  | D     | Claudio Terzi       |
| 35 | Italia (bandiera)  | A     | Gennaro Fragiello   |
| 36 | Italia (bandiera)  | D     | Luca Tedeschi       |
| 39 | Italia (bandiera)  | P     | Fabrizio Ferron     |

## Risultati

### Serie A

#### Girone di andata
| Arbitro: | Collina (Viareggio) |

|                   |           |  |
| Mau. Esposito 19’ | Marcatori |  |

| Arbitro: | Messina (Bergamo) |

|  |           |                                |
|  | Marcatori | 84’ (rig.) Ševčenko 90+1’ Kaká |

| Arbitro: | Rodomoti (Teramo) |

|               |           |                            |
| Cannavaro 58’ | Marcatori | 13’ Locatelli 20’ Petruzzi |

| Arbitro: | Pieri (Lucca) |

|                             |           |           |
| Meghni 5’, 38’ Cipriani 34’ | Marcatori | 60’ Totti |

| Arbitro: | Racalbuto (Gallarate) |

|             |           |  |
| Brienza 40’ | Marcatori |  |

| Arbitro: | Farina (Novi Ligure) |

|                          |           |           |
| Bellucci 37’ Amoroso 60’ | Marcatori | 12’ Budan |

| Arbitro: | Nucini (Bergamo) |

|                  |           |  |
| C. Lucarelli 71’ | Marcatori |  |

| Arbitro: | Ayroldi (Molfetta) |

|  |           |                  |
|  | Marcatori | 55’ Fava Passaro |

| Arbitro: | Paparesta (Bari) |

|            |           |              |
| Chiesa 53’ | Marcatori | 36’ Cipriani |

| Arbitro: | Preschern (Venezia) |

|                         |           |                          |
| Loviso 31’ Cipriani 54’ | Marcatori | 4’ Di Napoli 33’ Amoruso |

| Arbitro: | Rosetti (Torino) |

|                            |           |                           |
| Mihajlović 39’ Adriano 71’ | Marcatori | 49’ Petruzzi 87’ Bellucci |

| Arbitro: | Tagliavento (Terni) |

|                               |           |          |
| Rocchi 6’ Di Canio 85’ (rig.) | Marcatori | 53’ Tare |

| Bologna 28 novembre 2004, ore 15:00 CET 13ª giornata | Bologna           | 0 – 0 referto | Lecce | Stadio Renato Dall'Ara\| Arbitro: \| Saccani (Mantova) \| |
| Arbitro:                                             | Saccani (Mantova) |               |       |                                                           |

| Arbitro: | De Santis (Tivoli) |

|            |           |  |
| Riganò 63’ | Marcatori |  |

| Arbitro: | Pieri (Lucca) |

|  |           |            |
|  | Marcatori | 86’ Nedvěd |

| Arbitro: | Rosetti (Torino) |

|                               |           |  |
| Bellucci 5’ (rig.) Meghni 62’ | Marcatori |  |

| Arbitro: | Paparesta (Bari) |

|                      |           |          |
| Di Biagio 66’ (rig.) | Marcatori | 17’ Tare |

| Arbitro: | Messina (Bergamo) |

|                                            |           |               |
| Locatelli 27’ Tare 60’ Bellucci 87’ (rig.) | Marcatori | 77’ Zanchetta |

| Genova 16 gennaio 2005, ore 15:00 CET 19ª giornata | Sampdoria            | 0 – 0 referto | Bologna | Stadio Luigi Ferraris\| Arbitro: \| Gabriele (Frosinone) \| |
| Arbitro:                                           | Gabriele (Frosinone) |               |         |                                                             |

#### Girone di ritorno
| Arbitro: | Messina (Bergamo) |

|              |           |  |
| Bellucci 71’ | Marcatori |  |

| Arbitro: | De Santis (Tivoli) |

|  |           |               |
|  | Marcatori | 27’ Locatelli |

| Arbitro: | Rodomonti (Teramo) |

|                                      |           |                |
| Sussi 55’ Amoroso 71’ Bellucci 90+4’ | Marcatori | 87’ Sorrentino |

| Arbitro: | Dattilo (Locri) |

|             |           |                 |
| Montella 9’ | Marcatori | 62’ Della Rocca |

| Arbitro: | Messina (Bergamo) |

|          |           |          |
| Tare 76’ | Marcatori | 35’ Toni |

| Arbitro: | Palanca (Roma) |

|                           |           |  |
| Marcolini 24’ Makinwa 61’ | Marcatori |  |

| Bologna 27 febbraio 2005, ore 15:00 CET 26ª giornata | Bologna            | 0 – 0 referto | Livorno | Stadio Renato Dall'Ara\| Arbitro: \| Rodomonti (Teramo) \| |
| Arbitro:                                             | Rodomonti (Teramo) |               |         |                                                            |

| Arbitro: | Rosetti (Torino) |

|  |           |         |
|  | Marcatori | 4’ Tare |

| Arbitro: | Dattilo (Locri) |

|              |           |                       |
| Bellucci 56’ | Marcatori | 63’ (aut.) L. Colucci |

| Messina 20 marzo 2005, ore 15.00 CEST 29ª Giornata | Messina           | 0 – 0 referto | Bologna | Stadio San Filippo (38.000 spett.)\| Arbitro: \| Trefoloni (Siena) \| |
| Arbitro:                                           | Trefoloni (Siena) |               |         |                                                                       |

| Arbitro: | Farina (Novi Ligure) |

|  |           |         |
|  | Marcatori | 4’ Cruz |

| Arbitro: | Tagliavento (Terni) |

|            |           |                            |
| Giunti 15’ | Marcatori | 54’ (rig.) Oddo 74’ Rocchi |

| Arbitro: | Rocchi (Firenze) |

|                |           |              |
| Giacomazzi 19’ | Marcatori | 42’ Bellucci |

| Bologna 24 aprile 2005 33ª giornata | Bologna          | 0 – 0 referto | Fiorentina | Stadio Renato Dall'Ara\| Arbitro: \| Bertini (Arezzo) \| |
| Arbitro:                            | Bertini (Arezzo) |               |            |                                                          |

| Arbitro: | Messina (Bergamo) |

|                            |           |            |
| Cannavaro 20’ Zalayeta 25’ | Marcatori | 29’ Giunti |

| Arbitro: | Morganti (Ascoli Piceno) |

|             |           |              |
| Esteves 32’ | Marcatori | 16’ Bellucci |

| Arbitro: | Farina (Novi Ligure) |

|              |           |                               |
| Bellucci 94’ | Marcatori | 49’ Del Nero 77’ Stankevicius |

| Arbitro: | Collina (Viareggio) |

|              |           |  |
| Mandelli 82’ | Marcatori |  |

| Bologna 29 maggio 2005, ore 15:00 CEST 38ª giornata | Bologna          | 0 – 0 referto | Sampdoria | Stadio Renato Dall'Ara (30 796 spett.)\| Arbitro: \| Paparesta (Bari) \| |
| Arbitro:                                            | Paparesta (Bari) |               |           |                                                                          |

#### Spareggio salvezza
| Arbitro: | Farina (Novi Ligure) |

|  |           |          |
|  | Marcatori | 18’ Tare |

| Arbitro: | Collina (Viareggio) |

|  |           |                             |
|  | Marcatori | 17’ Cardone 45+2’ Gilardino |

### Coppa Italia

#### Turni eliminatori
| Arbitro: | Girardi (San Donà di Piave) |

|           |           |                                 |
| Wahab 33’ | Marcatori | 14’, 61’ L. Colucci 43’ Capuano |

| Arbitro: | Romeo (Verona) |

|                             |           |                                         |
| Cipriani 2’ 17’ Bellucci 8’ | Marcatori | 75’, 80’ Adeshina 76’ Salgado 90’ Wahab |

#### Fase finale
| Arbitro: | Cassarà (Palermo) |

|                               |           |              |
| Vieri 44’ Recoba 79’ Cruz 87’ | Marcatori | 23’ Bellucci |

| Arbitro: | Gabriele (Frosinone) |

|             |           |                       |
| Binotto 45’ | Marcatori | 56’, 82’, 86’ Martins |

## Statistiche

### Statistiche di squadra
Statistiche aggiornate al 18 giugno 2005.
| Competizione       | Punti | In casa | In casa | In casa | In casa | In casa | In casa | In trasferta | In trasferta | In trasferta | In trasferta | In trasferta | In trasferta | Totale | Totale | Totale | Totale | Totale | Totale | DR |
| Competizione       | Punti | G       | V       | N       | P       | Gf      | Gs      | G            | V            | N            | P            | Gf           | Gs           | G      | V      | N      | P      | Gf     | Gs     | DR |
| ------------------ | ----- | ------- | ------- | ------- | ------- | ------- | ------- | ------------ | ------------ | ------------ | ------------ | ------------ | ------------ | ------ | ------ | ------ | ------ | ------ | ------ | -- |
| Serie A            | 42    | 19      | 6       | 7       | 6       | 20      | 17      | 19           | 3            | 8            | 8            | 13           | 19           | 38     | 9      | 15     | 14     | 33     | 36     | -3 |
| Spareggio salvezza | -     | 1       | 0       | 0       | 1       | 0       | 2       | 1            | 1            | 0            | 0            | 1            | 0            | 2      | 1      | 0      | 1      | 1      | 2      | -1 |
| Coppa Italia       | -     | 2       | 0       | 0       | 2       | 4       | 7       | 2            | 1            | 0            | 1            | 4            | 4            | 4      | 1      | 0      | 3      | 8      | 11     | -3 |
| Totale             | 42    | 22      | 6       | 7       | 9       | 24      | 26      | 22           | 5            | 8            | 9            | 18           | 23           | 44     | 11     | 15     | 18     | 42     | 49     | -7 |

### Andamento in campionato
| Giornata  | 1  | 2  | 3  | 4  | 5  | 6 | 7  | 8  | 9  | 10 | 11 | 12 | 13 | 14 | 15 | 16 | 17 | 18 | 19 | 20 | 21 | 22 | 23 | 24 | 25 | 26 | 27 | 28 | 29 | 30 | 31 | 32 | 33 | 34 | 35 | 36 | 37 | 38 |
| --------- | -- | -- | -- | -- | -- | - | -- | -- | -- | -- | -- | -- | -- | -- | -- | -- | -- | -- | -- | -- | -- | -- | -- | -- | -- | -- | -- | -- | -- | -- | -- | -- | -- | -- | -- | -- | -- | -- |
| Luogo     | T  | C  | T  | C  | T  | C | T  | C  | T  | C  | T  | T  | C  | T  | C  | C  | T  | C  | T  | C  | T  | C  | T  | C  | T  | C  | T  | C  | T  | C  | C  | T  | C  | T  | T  | C  | T  | C  |
| Risultato | P  | P  | V  | V  | P  | V | P  | P  | N  | N  | N  | P  | N  | P  | P  | V  | N  | V  | N  | V  | V  | V  | N  | N  | P  | N  | V  | N  | N  | P  | P  | N  | N  | P  | N  | P  | P  | N  |
| Posizione | 16 | 19 | 14 | 10 | 10 | 7 | 10 | 14 | 14 | 15 | 15 | 17 | 17 | 17 | 17 | 17 | 17 | 14 | 15 | 13 | 11 | 9  | 10 | 9  | 9  | 11 | 8  | 8  | 7  | 9  | 12 | 11 | 11 | 12 | 10 | 13 | 15 | 18 |

Legenda:

Luogo: C = Casa; T = Trasferta. Risultato: V = Vittoria; N = Pareggio; P = Sconfitta.